# Burrata
La burrata è un formaggio fresco, di latte vaccino, a pasta filata, tipico delle Murge, in Puglia. È a forma di sacca tondeggiante con la caratteristica chiusura apicale e dall'aspetto esterno simile alla mozzarella. L'interno, simile alla manteca, è morbido e filamentoso.

## Origine
La burrata è frutto dell'arte casearia pugliese, in particolare di quella di Andria. Si narra che la burrata di Andria fu inventata in un'antica masseria nei primi decenni del XX secolo dai fratelli Vincenzo e Lorenzo Bianchino. A causa di una forte nevicata, non potendo trasferire il latte in città, avrebbero avuto la necessità di trasformarlo e soprattutto di utilizzare la panna o crema che affiorava naturalmente. Così, seguendo il concetto di produzione delle manteche (involucri di pasta filata stagionata in cui è conservato il burro), i Bianchino provarono a realizzare con lo stesso principio un prodotto fresco; pensarono di mescolare i residui della lavorazione della pasta filata con della panna e avvolgere il tutto in un involucro fatto anch'esso di pasta filata.

## Caratteristiche principali
La burrata si presenta come un sacchetto tondo di pasta filata foggiato a mano che racchiude l'insieme di panna e di sfilacci della stessa pasta filata, detto stracciatella. Il termine "stracciatella" deriva dal modo di preparare il contenuto, perché la pasta filata viene proprio stracciata a mano a formare dei "lucini" irregolari.
Il peso varia da 100 a 1000 g. L'involucro dal colore bianco latte è spesso circa 2 mm. Il ripieno è una massa sfilacciata e spugnosa immersa nella panna. L'aroma ha piacevoli sentori di lattico fresco o cotto, burro e panna; al gusto si apprezzano note dolci, sapide e acide ben in equilibrio.

## Processo di produzione

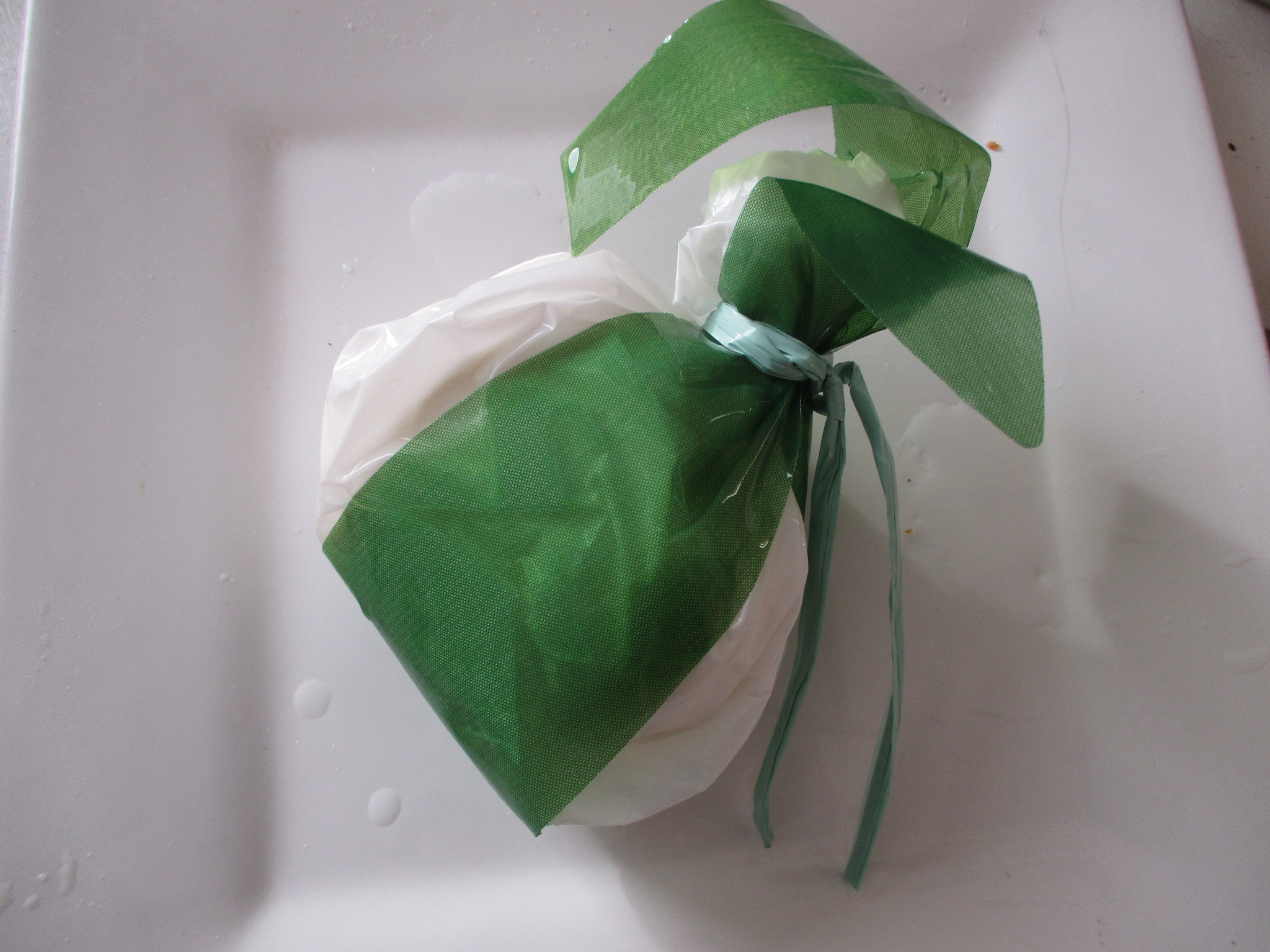
Confezionamento tipico della burrata

La burrata viene prodotta tutto l'anno. Oggi può essere prodotta in modo completamente automatizzato grazie a impianti innovativi, nel completo rispetto delle caratteristiche tradizionali del prodotto. 
L'automazione dei processi produttivi aiuta a ridurre il rischio di contaminazione, allungare il safety time, rispettare elevati standard sanitari e tutelare la salute di consumatori e operatori, garantendo un prodotto fresco e standardizzato, mantenendo la qualità.
La lavorazione tradizionalmente realizzata a mano prevede le fasi sottoelencate.
- Riscaldamento del latte. La produzione della burrata prende il via con la pastorizzazione del latte oppure con il solo riscaldamento del latte crudo in caldaia alla temperatura di 35~37 °C.

- Acidificazione. Si procede alla fermentazione del latte in modo naturale con fermenti selezionati, latte innesto o siero innesto, oppure con l'aggiunta di acidi alimentari (acido citrico o lattico) in modo da ottenere un pH intorno a 6,1-6,2.

- Coagulazione. Si aggiunge il caglio naturale di vitello o microbico vegetale per far coagulare il latte in pochi minuti. A coagulazione avvenuta si procede alla rottura della cagliata fino all'ottenimento di grani di dimensione di una nocciola. Segue un periodo di riposo, nel corso del quale il siero sgronda dalla cagliata che si assesta e acidifica per la filatura.

- Filatura. Trascorso il periodo di maturazione, ove necessario, la cagliata viene filata con acqua bollente, in alcuni casi salata.

- Formatura e raffreddamento. Opportunamente lavorata, una parte di pasta filata viene ridotta in fettucce, raffreddate poi in acqua, e sfilacciata per formare un ammasso spugnoso, che, miscelato con la panna liquida, costituirà il ripieno della burrata. Con il resto della pasta filata si formano sacchetti che vengono riempiti con la miscela precedentemente preparata. Richiuso il sacchetto con il suo contenuto e modellata con cura l'imboccatura, la forma viene sigillata con acqua bollente, legata al collo con legacci e raffreddata immediatamente in acqua per un tempo che varia a seconda della pezzatura.

- Salatura. Può avvenire mediante immersione in salamoia dopo il raffreddamento o in pasta durante la filatura.

- Confezionamento. La burrata si presenta confezionata con un caratteristico preincarto, inserita in sacchetti di materiale plastico per alimenti, quindi avvolta in carta plastificata e legata all'apice con fili di rafia per uso alimentare. Può essere confezionata anche in vaschette, immersa nel liquido di governo.

Il prodotto deve essere conservato a una temperatura compresa tra i 4 e 6 °C.

## Il riconoscimento IGP
A partire da novembre 2016, la burrata di Andria ha ottenuto dall'Unione europea il riconoscimento di indicazione geografica protetta (IGP). La produzione è consentita su tutto il territorio regionale. Il latte vaccino con cui viene prodotta deve soddisfare determinate caratteristiche organolettiche; anche le fasi di produzione sono rigidamente regolamentate. La produzione è tutelata dal Consorzio di tutela della burrata di Andria IGP.

## Varianti
Diverse varianti di questo formaggio sono inserite nella lista dei prodotti agroalimentari tradizionali italiani (P.A.T.) del Ministero delle politiche agricole alimentari e forestali con le seguenti denominazioni:
- burrini e burrata di bufala (Campania)
- burrata di bufala (Lazio)
- burrata (Puglia)

La manteca è un prodotto agroalimentare simile alla burrata, ma con l'involucro esterno più duro realizzato con la pasta della scamorza.